# Сан-Мартино-ди-Финита
Сан-Мартино-ди-Финита (итал. San Martino di Finita) — коммуна в Италии, располагается в регионе Калабрия, подчиняется административному центру Козенца.
Население составляет 1280 человек, плотность населения составляет 56 чел./км². Занимает площадь 23 км². Почтовый индекс — 87010. Телефонный код — 0984.
Покровителем коммуны почитается святитель Мартин Турский, празднование 11 ноября.